# Groenoord (Schiedam)
De wijk Groenoord is een stadswijk in het noorden van Schiedam. De wijk wordt begrensd door de Brederoweg in het noorden, de A4 in het westen, de A20 in het zuiden en de Churchillweg in het oosten. Groenoord is de meest bevolkte wijk in Schiedam, en hoort ook bij de top 25 wijken met de meeste inwoners in Nederland.
De wijk Groenoord is in 1948 vernoemd naar het boerderij Groenoord die op de plek van de huidige wijk stond. Groenoord is gebouwd in de jaren zestig, bedoeld als naoorlogse wijk. In de wijk overheersen flatgebouwen (vaak blokken) van 6, 8 of 12 lagen. Daarnaast telt de wijk een heel klein aantal eengezinswoningen. De wijk heeft relatief veel groen, vooral in het oosten van de wijk, grenzend met Tuindorp. 
Er staan in totaal 18.450 woningen in heel Groenoord. Hier van staat een groot deel in Groenoord-Midden (aan de grens met Vlaardingen) en in Groenoord-Noord. Ook heeft Groenoord-Midden relatief veel woningen.
Groenoord heeft de meest bevolkte wijk uit heel Schiedam. Groenoord is 7.2 kilometer verwijderd van de luchthaven Rotterdam-The Hague Airport.

## Inwoners
Het aantal inwoners is in de periode van 2018 t/m 2024 sterk toegenomen, van 16.071 inwoners in 2015 naar 30.734 inwoners in 2021. De wijk is een multiculturele wijk. Er wonen voornamelijk mensen van Surinaamse (4.788 mensen), Turkse (5.358 mensen) en Marokkaanse afkomst (6.100 mensen). Ook zijn er Albanese (1.009 mensen), Syrische (2.551 mensen), Somalische (1.355 mensen) en Jemenitische (541 mensen) minderheden. Sinds 2022 is er ook een stijging met Bosnische mensen in de wijk. De grootste bevolkingsgroep van de inwoners zijn oorspronkelijke Nederlanders (10.221 mensen). De overige 676 mensen zijn de overige afkomsten. Deze personen bestaan vooral uit Indonesiërs en Palestijnen. 
Sinds de oorlog in Oekraïne, zijn er een aanzienlijk aantal Oekraïense mensen in de wijk die uit Oekraïne zijn gevlucht sinds 2022.
Groenoord-Midden is met 18.836 inwoners het dichtstbevolkte deel van de wijk.

### Religie
Van de bewoners zijn de mensen 47,2% islamitisch (15.400 mensen), 47% christelijk (15.190 mensen), 0,07% Joods (206 mensen) en 5,45% atheïst (978 mensen). Hierdoor zijn de moslims de dominante gemeenschap in Groenoord.
Er zijn verschillende islamitische initiatieven in de wijk, zoals een islamitische basisschool in Groenoord. Ook zijn er enige christelijke initiatieven in de wijk, zoals acties voor liefdadigheid.
In februari 2025 is er aangekondigd dat Groenoord-Midden een grote moskee erbij krijgt. De moskee krijgt een oppervlakte van circa 640 vierkante meter, wat een capaciteit is voor 780 personen tegelijkertijd tijdens het bidden.

## Verkeer en vervoer
Groenoord is goed bereikbaar: het ligt direct bij een afslag van de A20 en de tramlijnen 1 en 11 doorkruisen de wijk. Ook zijn er vele fietspaden in de wijk en fietspaden die naar de wijk leiden. 
Een deel van de infrastructuur is in het zuiden van de wijk verouderd, waardoor er vaak wegafsluitingen plaatsvinden.

## Buurten
Groenoord is opgedeeld in drie buurten: Groenoord-Zuid (grenzend aan Vlaardingen-Holy), Groenoord-Midden (Laan van Bol'Es, Jozef Oreliosingel) en Groenoord-Noord (Bachplein, Vivaldilaan).

## Criminaliteit en overlast
Schiedam-Groenoord heeft sinds oktober 2023 een ernstig stijgende lijn in criminaliteit en overlast gekregen. De buurt heeft tientallen verschillende jeugdbendes/drillrapbendes die bekend staan om overlast te veroorzaken. Vaak komen de groepen intimiderend over. Jongeren in de wijk kennen elkaar meestal, en staan meestal samen tegenover de autoriteiten en rivaliserende bendes uit Rotterdam.   
In 2024 werden er een record aantal meldingen gedaan bij de politie, afkomstig uit Groenoord waarbij de politie ook vaak daadwerkelijk moest uitrukken. Vaak waren dit meldingen van jeugdoverlast, jeugdbendes die gevaarlijk overkwamen, messengeweld, vuurwerkoverlast, drugsoverlast of van openbare dronkenschap.  
Op oud en nieuw zijn er vaak rellen in de wijk, waarbij honderden jongeren de wijk in gaan om persoonlijke eigendommen te gaan beschadigen en chaos te creëren. Tijdens de jaarwisselingen 2003-2004, 2007-2008, 2008-2009, 2009-2010, 2013-2014, 2017-2018, 2019-2020, 2022-2023, 2023-2024 en 2024-2025 moesten ME-eenheden groot uitrukken in de hele wijk, omdat er veel chaos was in de wijk. Er werden verschillende barricades gemaakt en er werd ernstig veel schade aangericht in de wijk, vooral aan openbare voorzieningen. Ook werden langsrijdende politieauto’s, brandweerwagens en ambulances bekogeld met stenen en vuurwerk. Vanaf de jaarwisseling 2023-2024 maakt de politie-eenheid Schiedam gebruik van drones op oud en nieuw, die lijken op zogeheten “flares”, vaak rood of groen van kleur.  
In de jaarwisseling 2024-2025 was er maar liefst €45.000 aan schade gemeld, alleen in het noorden van Groenoord. De totale schade bedroeg €80.000 in heel Groenoord. Het hoge bedrag werd vooral veroorzaakt door schade aan bus/tramhaltes, maar ook door autobranden en schade aan portieken.  
Ook in november en december van het jaar 2024 was er veel ophef over de omgeving van het Albert van Raalteplein/Jozef Oreliosingel in Groenoord-Midden door het ernstige vuurwerkoverlast. Het politiekorps van Schiedam besteedde op dat moment erg veel aandacht aan de omgeving van het Albert van Raalteplein en het Jozef Oreliosingel, volgens de wijkagent van Groenoord. Op dat moment waren er aanvallen met illegaal knalvuurwerk uitgevoerd op buurtbewoners door een hele grote groep jongeren. Ook werd er bewust met vuurwerk geschoten op ramen van huizen en ook werden langsrijdende tweewielers en auto’s vaak doelwit van beschietingen met vuurwerk.
Door de aanhoudende overlast was er eind 2024 (die geldig is t/m juli 2025) een samenscholingsverbod ingevoerd in heel het gebied Groenoord-Midden en Groenoord-Zuid en op het Bachplein.
Bij de overlast in de wijk, zijn er meestal Marokkaanse, Turkse, Oost-Europese (vooral Servische en Bosnische jongeren), Surinaamse en West-Afrikaanse jongens tussen de 13 en 18 jaar oud betrokken. Ook Antilliaanse jongeren worden vaak betrokken bij deze problemen.
Groenoord kampt het meest met problemen op het gebied van drugs, drillrapbendes/jeugdbendes, hennepkwekerijen, illegaal vuurwapenbezit, messengeweld en gewapende huisovervallen. Ook zijn er relatief veel problemen op het gebied van fraude en gewelddadige straatroof.
Groenoord staat op de lijst van de 1500 meest gevaarlijke wijken uit Europa in 2025. Groenoord staat op de 478e plek, een plek onder Dębiec, Poznan, in Polen.
Groenoord is in mei 2025 geclassificeerd als een probleemwijk door de autoriteiten.
Ook staat Groenoord bekend als een “zwijgwijk”, waarbij criminaliteit wel wordt gezien, maar niet wordt gemeld bij de politie, meestal vanwege angst, maar ook vanwege haat tegen de politie. 
Stad: Schiedam    Buurtschappen: Kerkbuurt · Windas

Wijken: Bijdorp · 's-Gravelandsepolder · Groenoord · Kethel · Nieuw-Mathenesse · Nieuwland · Schiedam-Oost · Schiedam-West · Schiedam-Zuid · Spaanse Polder · Spaland · Stadscentrum · Woudhoek

Zuid-Holland: Steden en dorpen    Nederland: Provincies · Gemeenten